# Silencio, se rueda

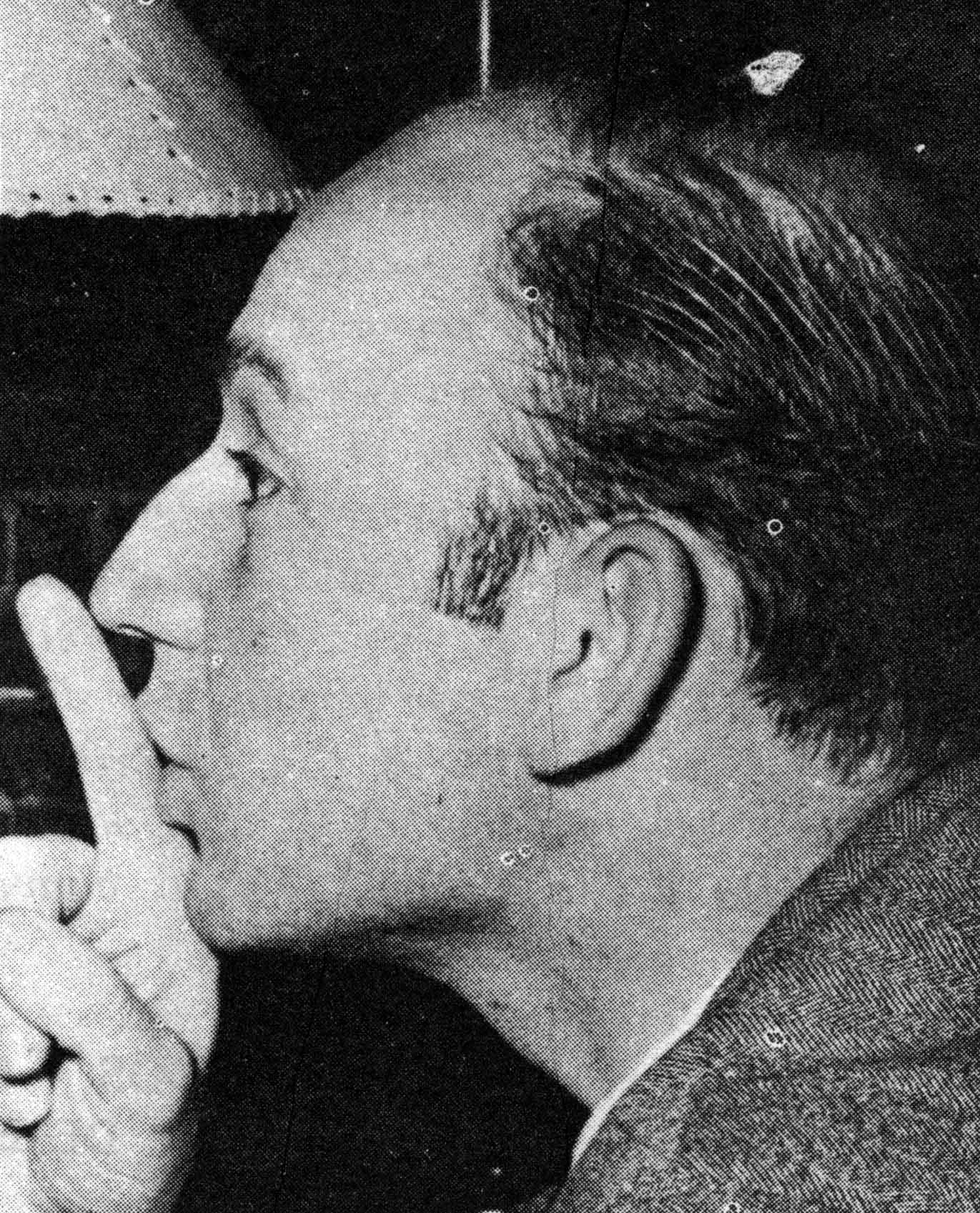
Adolfo Marsillach en 1962.

¡Silencio... se rueda! fue una serie de Adolfo Marsillach de 27 episodios de 30 minutos de estructura antológica emitida del 14 de octubre de 1961 al 14 de abril de 1962 en la Primera Cadena de TVE los sábados a las 22 horas. La realización corrió a cargo de Pedro Amalio López.

## El título
Primero la serie se anuncia con el título ¿Cómo se hace una película? . Luego se titula Atención… Se rueda . Finalmente queda ¡Silencio… se rueda!,  un título que casi nadie sabrá citar bien. Los periódicos, al incluir la programación de TVE, y los periodistas, al comentar el programa, usan títulos como como Silencio, ¡se rueda!, Silencio… ¡se rueda!, ¡Silencio!... Se rueda. Silencio, se rueda, Silencio: se rueda… Como el programa, con sus títulos de crédito, no se conserva, hay que utilizar el título que Marsillach empleó cuando publicó algunos de los guiones y cuando escribió sus memorias: ¡Silencio… se rueda!

## Argumento
La serie muestra, desde una perspectiva irónica, la parte desconocida del negocio del cine, dibujando los distintos estereotipos que se concentran en ese mundo: el productor sin escrúpulos, la madre de la artista, el aspirante a estrella.

## Aceptación
La producción gozó del apoyo unánime de la crítica y así, el crítico Enrique del Corral, uno de los más relevantes de la época, afirmaría: «El sábado, día 14, a las diez y cuarto de la noche, llegó a TVE, la televisión».
Sin embargo, en palabras del propio Marsillach, la serie —que supuso su debut como autor en televisión— le granjeó la enemistad de algunos profesionales del medio, que se vieron retratados en los mordaces guiones de la serie, lo que dio lugar a que el actor no volviese a trabajar en cine durante los dos años siguientes.

## Reparto
Adolfo Marsillach, Teresa del Río, María Paz Ballesteros, Mara Goyanes, Rafaela Aparicio, Juanita Solano, Luis Morris, Mauricio de la Peña, Daniel Dicenta, Pedro Beltrán, Erasmo Pascual, José María Semprún, Manuel Andrés, Ramón Reparaz, Vicente Sangiovanni, Beni Deus, Amparo Baró, Emilio Romero, Evaristo Acevedo, Alfredo Muñiz, José Luis Borau...

## Lista de episodios
- Episodio 1. El cine[3] (14-10-1961) [1].[4] Marsillach comenta como el cine ha penetrado en la vida de las personas. Por ejemplo, ahora el castigo a los niños consiste en amenazarles con no llevarlos al cine, las secretarias solo quieren casarse con galanes de cine, las mujeres quiere los zapatos de las estrellas de cine, los amantes hacen el amor como en el cine, los ganaderos han aprendido a cuidar las vacas como en el cine del Oste y el cine, en fin, lo fotografía todo: políticos, toreros, reyes… El cine es tan importante que la serie va a explicar a los espectadores qué es el cine.
- Episodio 2. El productor (21-10-1961) [1] [2].[5] Una persona se hace productor por las siguientes razones: para rodar su guion, por la vanidad de ver su nombre en la pantalla, porque tiene una hija que quiere ser actriz, porque… Este productor está obsesionado con que el presupuesto se cumpla y eso, en ocasiones, se hace cambiando el guion hasta deformarlo por completo.
- Episodio 3. El guionista (27-10-1961) [1] [2] . El argumento es muy importante, dice Marsillach, aunque lo que a las señoras les gusta son historias llenas de giros melodramáticas. Un guionista que vive en la miseria consigue que un productor se interese por uno de sus guiones, pero resulta que al productor solo le ha llamado la atención el título, La última etapa. No se ha leído el guion, pero piensa que es una historia de ciclistas. Cuando el guionista le advierte que no va de eso, intenta que reescriba el guion. Finalmente, la película se estrena con el título La última canción y es una españolada más. Luego Marsillach entrevista a un norteamericano que da consejos sobre el tipo de historias que gustan al público. El americano contesta una cosa y Marsillach le traduce diciendo otra. Al final, un productor trata de convencer a un escritor famoso de que le escriba un guion, pero, en realidad, este escritor, que desprecia el cine, no sabe escribir para la pantalla.
- Episodio 4. El guión técnico (4-11-1961) [1] [2]. Marsillach señala que en el cine hay un guion literario y un guion técnico. Explica el guion técnico y para ello da una especie de clase sobre la técnica del cine: el tipo de cámaras, de celuloides, de tamaños de plano, de movimientos de cámara… Luego lee un trozo de un guion literario y, a continuación, se muestra cómo quedaría en el guion técnico. La lectura de las indicaciones técnicas crea una situación risible. Marsillach pasa después a una escena en la que lee con un Señor un fragmento de un guion ejemplar para el cine por sus diálogo escueto, justo y preciso, pero, de nuevo, la situación es risible. Finalmente pone un mal ejemplo de diálogo cinematográfico. Dos actores interpretan un diálogo teatral largo, explicativo, ampuloso. Marsillach se despide. Dice que está muy contento porque los espectadores son discípulos excelentes.
- Episodio 5. El director (11-11-1961) [1]. En el Café Gijón, un grupo de intelectuales con aspiraciones de ser directores de cine con mensaje critican a un director de cine comercial y celebran que ya le quede poco tiempo de vida. Uno de ellos (Marsillach) nunca consigue rodar una película y termina trabajando en la fábrica de su suegro. Un día convence al suegro de fundar una productora y rueda cine comercial con gran éxito. Ya mayor llega al Café Gijón donde unos intelectuales critican que sea un director comercial y celebran que ya le quede poco de vida.
- Episodio 6. El jefe de producción (18-11-1961) [1]. Marsillach compara al jefe de producción con un maniquí, es decir con una persona sin corazón, que nunca sonríe, que a todo dice “No” y que solo busca que la película, sea buena o mala, se ruede en tres semanas y sin salirse del presupuesto. Dentro del caos que es un rodaje, contribuye muy poco a la calidad artística. Incluso impone que se ruede una escena en la que el actor no se sabe el papel con el argumento de que luego se le doblará, pero entonces se dan cuenta de que esa mañana no han alquilado la cámara.
- Episodio 7. Las estrellas (25-11-1961) [1. En este libro publicado con el título Los actores]. Marsillach interpreta a un actor norteamericano que es entrevistado en su mansión por varios periodistas que le guardan una devoción reverencial. Luego interpreta a un actor español que es entrevistado por un periodista que no le guarda ningún respeto. Finalmente, hace de un actor que es invitado a casa de una aristócrata para que ella y sus amigas se diviertan oyendo cosas graciosas y extravagantes del cine. Cuando el actor se niega a hacer ese papel de entretenedor, lo echan de ls casa.
- Episodio 8.  Los actores (2-12-1961) [2]. Marsillach decide que en este episodio, ya que va a hablar de los actores, siempre tan susceptibles, intervenga su doble, ese que hace las escenas peligrosas en el cine. El doble recibe la visita de una serie de compañeros de profesión, actores y actrices. Hablan de temas de trabajo y debaten sobre si lo actores no pueden nunca dejar de serlo. Lo son en el escenario y en la vida. En este sentido, comentan la obra metateatral Bobosse (1950) de André Roussin. También critican a Marsillach (a su doble) porque desprecia a sus compañeros cuando habla a la prensa. De vez en cuando, por teléfono, interviene el verdadero Marsillach comentando el episodio.
- Episodio 9. Las señoritas que empiezan (9-12-1961) [1]. En casa de Marsillach, se presenta una chica muy mona de Segovia que quiere ser actriz, pero no sabe nada de interpretación. Marsillach intenta disuadirla, pero resulta que un productor firma un contrato con ella y, como ya no puede evitar que se convierta en una presa fácil de los desaprensivos, hace lo mismo que estos harán: “invitarla a cenar”. Poco después conoce a una chica que está muy bien preparada para ser actriz, pero no es guapa y no consigue papeles y quiere que Marsillach la ayude. Marsillach también la invita a cenar. Finalmente, Marsillach intenta que le hagan una prueba a una chica de 16 años recomendada por la persona que va a financiar la primera película de Marsillach como director, pero la chica es una inútil y, sobre todo, su madre, que la sigue a todas partes, se entromete en todo. Marsillach también invita a esta chica a cenar, pero la madre le dice que su hija solo cena con el productor.
- Episodio 10. ¿Quién ve la serie? (16-12-1961). Marsillach confiesa que está muy cansado. Entre otras razones porque al mismo tiempo está con el papel de Hamlet en el teatro. Habla al público y propone que este episodio lo hagan entre todos porque le gustaría saber quién ve la serie. Primero propone que el espectador pregunte cosas de cine y él contesta a una serie de voces en off. Luego llama a unos actores y explican al espectador cómo un jefe de producción contrata a los actores. Finalmente, Marsillach comenta alguna de las carta recibidas. Lee una carta de Marta, una joven de 16 años y simula, con una actriz, que un día se encuentra con ella y hablan del programa.
- Episodio 11. El representante (23-12-1961) [1]. Un Señor de Salamanca, que quiere ser agente de actores, convence a Marsillach para que le deje llevar su carrera a cambio de un porcentaje del dinero que le consiga. Marsillach acepta y pronto descubre que trabaja mucho, pero con contratos a plazos que no siempre se cobran en su plazo final. Con el tiempo, el Señor se convierte en un hombre importante en la industria y con una cartera de muchos actores. Pero resulta que no duda en dar un papel, que en principio era para Marsillach, a otro actor de su cartera para promocionarlo. Incluso deja de ser su representante porque considera a Marsillach un fracasado. El actor es una mercancía que él vende, una mercancía que puede estropearse, pasar de moda o perder valor.
- Episodio 12. Una vida de cine (30-12-1961) [2]. Marsillach y su Secretario, ambos con setenta y tantos años, terminan de ver en un proyector de cine Salto a la gloria (1959), el gran éxito cinematográfico de Marsillach. Luego se pasan otras películas reales o ficticias que Marsillach hizo, como Cerca de la ciudad, una aparición en un noticiario, Marsillach haciendo un personaje en una verbena, entrevistando a un joven, batiéndose en un duelo, cursando el bachillerato… Marsillach comenta todas estas imágenes y, al final, aparecen los personajes como salidos de la pantalla.
- Episodio 13. La aristocracia frente al cine.  (6-1-1962) [2] La periodista y escritora Natalia Figueroa, hija del marqués de Santo Floro, nieta del conde de Romanones y futura esposa del cantante Raphael, hace de sí misma en el capítulo. Es llevada a un tribunal y sentada en el banquillo por Marsillach, que hace de fiscal, por pertenecer a una clase social que, por su puritanismo, desprecia a los actores o bien se sienten atraídos por ellos de una forma enfermiza porque les consideran bichos raros. Hablan sobre el nivel medio de formación y profesionalismo que tienen los actores, los cuales, de algún modo, son la nueva jet set que ha sustituido a la aristocracia sin tener su altura cultural. Por otro lado, ella misma, una aristócrata, se dedica al mundo de la interpretación como modelo, actriz o presentadora. Al hilo de la conversación, en la que se mezcla texto guionizado y respuestas ad libitum, intervienen varias actrices que intentan entrar en el cine: la que lo confía todo a su belleza, la gran estudiosa y trabajadora, la niña bien que quiere ser actriz… Luego aparece José Luis Borau y Marsillach le pregunta si vale para algo la escuela de cine (el Instituto de Investigaciones y Experiencias Cinematográficas). Esta vez no hay respuestas escritas. Marsillach rueda este capítulo porque considera que no debe haber diferencias sociales y es importante que, cuanto antes, la aristocracia española acepte el mundo del cine.
- Episodio 14. Las estrellas infantiles (13-1-1962) [2]. Unos gánsters raptan a un niño porque su gran negocio es la explotación de estrellas infantiles. Estos mafiosos tienen una especie de cárcel donde viven actores de entre 20 y 30 años vestidos como niños, que hacen de niños y trabajan en el cine en todo tipo de películas con niño. Son Ricardito, Lolita, Mauricio… Pueden hacer el niño parodista que hace reír, el niño triste que hace llorar, el niño cantante que asombra con su voz… Luego el jefe de los gánsters (Marsillach) intenta colocar algunos de estos niños convenciendo a un productor que no hay nada más taquillero que una película con una estrella infantil.
- Episodio 15. El estudio de cine (20-1-1962) [2]. Marsillach simula que acompaña a los espectadores a un estudio de cine, con sus decorados, su atrezo, sus focos, el director, el operador, los electricistas, los pintores, las chicas del guardarropa, ayudantes y artistas que se mueven por todos los lados, generando un mundo caótico, donde todos se pelean con todos.
- Episodio 16. Las localizaciones (27-1-1962)  Un Jefe de Producción visita al señor. Don Daniel Borjas para pedirle rodar una escena en su casa, pues necesita un domicilio madrileño estilo isabelino. El señor acepta, pero pronto descubre lo que supone un set de rodaje. Su casa es invadida por artistas y técnicos, que lo ponen todo patas arriba. Además, el director consigue que el Señor haga un personaje. Y todo esto al productor les sale gratis, por la vanidad del Señor de salir en la película.
- Episodio 17. Los extras (3-2-1962) [1]. En una cafetería al lado de la sede del Sindicato Nacional del Espectáculo, una Chica que espera conseguir trabajo de extra de cine conoce a un hombre que, por primera vez, también quiere trabajar de extra. Compadecida por su precaria situación económica, la Chica le consigue trabajo en una película de romanos donde debe hacer de cristiano al que devoran los leones. Días después vuelve a aparecer el Hombre y cuenta que los leones eran de verdad y que se pasó varios días en el hospital. La Chica sigue encontrándose con él en la cafetería hasta que un día le dicen que eso es imposible porque el Hombre murió devorado por los leones.
- Episodio 18. El sastre. El decorador. El músico. El maquillador (10-2-1962) [1]. Marsillach interpreta sucesivamente a cuatro “maestros”: un sastre que se niega a cambiar las medidas de un traje pese a que la actriz no puede bailar con él, como exige el guion; un decorador que ha construido un decorado de una vivienda en Él Viso que, en realidad, parece el de una casa noble y se niega también a cambiarlo; un músico que logra convencer al director que lo mejor para la película es un leitmotiv pegadizo que luego se pueda vender en discos; y un maquillador que se queja de que a él siempre le toca maquillar a los viejos y a los feos y así no hay manera de triunfar.
- Episodio 19. El doblaje (17-2-1962) [1]. Marsillach acude a un estudio de doblaje y acusa a sus profesionales de destruir el cine español, de pervertir el oficio de actor, de impedir que los españoles aprendan otros idiomas… y todo porque se les paga muy bien y es un trabajo muy cómodo.
- Episodio 20. La conferencia de la escritora cursi (24-2-1962) Una mujer mayor, Cecilia, da una conferencia sobre su última novela, Los años difíciles, y hace una confesión en público de sus amores fracasados y su refugio en la escritura de novelas melodramáticas que han sido llevadas al cine. Este éxito le ha permitido, finalmente, casarse con su representante, dramatizándose a lo largo de la conferencia varios de estos episodios.
- Episodio 21. El pase de prueba y el lanzamiento (3-3-1962) [2]. Marsillach explica el proceso que sigue al rodaje: desde el montaje, mezclas o tiraje de copias hasta al pase de prueba, cuando se reúne todo el equipo técnico y artístico a ver la película y surgen todo tipo de problemas y actitudes peculiares (rivalidades, falsos elogios…) que llevan a que desaparezca un 1/6 y hasta 1/4 del metraje rodado. Luego viene el contacto con una distribuidora y Marsillach explica los distintos tipos de contrato que se pueden hacer, lamentándose de que no haya control de taquilla para comprobar que los contratos se cumplen. Finalmente, aborda cómo se hace la campaña de publicidad.
- Episodio 22. El estreno (10-3-1962). Marsillach relata cómo es una noche de estreno, de gran gala, en un cine de la Gran Vía de Madrid. En concreto, se estrena una película que se llama La desvalida.
- Episodio 23. Los críticos (17-3-1962) [1]. En la redacción de un periódico, Gregorio un joven periodista pasa a ser el crítico de cine por jubilación de la persona que llevaba ésta sección. El director le da completa libertad, aunque teme que, por ambición y soberbia, se muestre implacable. De hecho, Gregorio ha acusado al crítico saliente de ser blando y de solo escribir frases tópicas y vacías. Enseguida las críticas De Gregorio crean polémica, protestas y aumentan las ventas. Un día se presenta un actor para quejarse y Gregorio le confiesa que le tiene manía y que jamás escribirá bien sobre él. Pero pasados los años, resulta que el crítico y el actor se hacen muy amigos y que Gregorio ya no escribe atacando todo y a todos. Poco después se jubila y su sección pasa a un joven periodista que considera que Gregorio era un crítico pusilánime y contemporizador.
- Episodio 24. Los festivales (24-3-1962) [2]. En una pista de circo, Marsillach representa los hechos y los personajes que suelen formar parte de un festival de cine. Primero Marsillach se hace pasar por productor, director o crítico para entablar relación con las starless y descubre que ellas no van a ver películas sino a que las vean. Luego habla con tres miembros del jurado y le cuentan cómo tratan de influirles con regalos y agasajos. A continuación, cuenta la entrega de los premios y los discursos que pronuncian los ganadores. Y están también: los jóvenes intelectuales que no se pierden una película del ciclo japonés, la actividad paralela que consiste en invitar a una corrida de toros, las noches de juego en el casino y el coro de periodista que rodea a la gran estrella que visita el festival por un día. Marsillach termina anunciando que solo quedan ya por emitirse tres guiones.
- Episodio 25. Las cartas de los espectadores (31-3-1961) [2]. En cierto modo, vuelve sobre el capítulo 10. Marsillach lee cartas que ha recibido de los espectadores para conocer quiénes son y qué opinan del programa. Va clasificando a los admiradores de la serie: la coleccionista, que pide una foto dedicada, la enamoradiza, que se prenda del personaje, el chico que se quiere meter en el oficio de actor y pide que le recomiende una escuela o cómo comenzar, los artistas que le piden un papel, los que escriben anónimos insultantes y, por supuesto, los que mandan cartas amables y elogiosas.
- Episodio 26. Los escritores y el cine (7-4-1962). Marsillach habla con Carmen Laforet, Joaquín Calvo Sotelo, Evaristo Acebedo y Emilio Romero, cuatro prestigiosos escritores, y les pregunta por qué no escriben para el cine.
- Episodio 27. El tribunal de lo contencioso-cinematográfico (14-4-1962) [2]. Marsillach es llevado a los tribunales por lo que dice en la serie, es decir, por intentar hundir la industria cinematográfica española con claro perjuicio para sus compañeros de profesión. La acusación pide que desaparezca de las pantallas españolas y de los periódicos, la radio, la televisión o cualquier otro medio propagandístico desde donde pueda sembrar la duda o la inquietud en el corazón de los ciudadanos españoles que van al cine. La lista de los testigos de la acusación nos da una pista de aquellos que se sintieron más atacados por la serie. Son una actriz folclórica, Rocío Jerona [sic], un jefe de producción y un productor llamado Jaime Andrade Boch. Jaime de Andrade es el pseudónimo que utilizó Franco para escribir Raza (1941).